# Cộng hòa Xã hội chủ nghĩa Xô viết Liên bang Nga
Cộng hòa Xã hội chủ nghĩa Xô viết Liên bang Nga (tiếng Nga: Российская Советская Федеративная Социалистическая Республика, chuyển tự: Rossiyskaya Sovetskaya Federativnaya Sotsialisticheskaya Respublika IPA: [rɐˈsʲijskəjə sɐˈvʲɛtskəjə fʲɪdʲɪrɐˈtʲivnəjə sətsɨəlʲɪˈsʲtʲitɕɪskəjə rʲɪˈspublʲɪkə] ⓘ) hoặc gọi tắt là Nga Xô viết là nước cộng hòa Xô viết lớn nhất và đông dân nhất trong số mười lăm nước cộng hòa của Liên Xô. Sau khi Liên Xô sụp đổ, Cộng hòa Xã hội chủ nghĩa Xô viết Liên bang Nga đổi tên thành Liên bang Nga. Cho đến nay, nó vẫn là một thực thể phụ thuộc có diện tích lớn nhất trên thế giới và thứ hai về dân số, sau Uttar Pradesh thuộc Ấn Độ. Sau sự tan rã của Liên Xô, Tứ Xuyên ở Trung Quốc trở thành thực thể phụ thuộc đông dân thứ hai, nhưng cũng chỉ đến năm 1997 khi tỉnh này được chính phủ Trung Quốc thay đổi về mặt hành chính.

## Tên gọi
Dưới sự lãnh đạo của Vladimir Lenin, những người Bolshevik đã thành lập nhà nước Nga Xô viết vào ngày 7 tháng 11 (lịch cũ 25 tháng 10 năm 1917), ngay sau khi Chính phủ lâm thời Nga cai trị Cộng hòa Nga bị lật đổ trong cuộc cách mạng tháng Mười. Ban đầu, nhà nước không có tên chính thức và không được các nước láng giềng công nhận trong năm tháng. Trong khi đó, những người chống Bolshevik đã đặt ra một cái tên để chế nhạo là "Sovdepia" cho nhà nước non trẻ của "những người đại diện cho công nhân" và "nông dân Nga".
Vào ngày 25 tháng 1 năm 1918, cuộc họp thứ ba của Đại hội Xô viết toàn Nga đã đổi tên thành nhà nước không được công nhận nước Cộng hòa Liên bang Nga. Hòa ước Brest-Litovsk được ký kết vào ngày 03 tháng 3 năm 1918, cho đi nhiều diện tích đất của cựu Đế quốc Nga sang Đức để đổi lấy hòa bình trong suốt phần còn lại của Thế chiến thứ nhất. Ngày 10 tháng 7 năm 1918, Hiến pháp Nga năm 1918 đổi tên thành nước Cộng hòa Xã hội chủ nghĩa Xô viết Liên bang Nga. Vào năm 1918, trong thời Nội chiến Nga, một số quốc gia trong Đế quốc Nga đã rút lui, làm giảm kích thước của đất nước nhiều hơn.
Vào năm 1920, Nga Xô viết được công nhận là một quốc gia độc lập chỉ bởi Estonia, Phần Lan, Latvia và Litva trong Hòa ước Tartu và bởi Cộng hòa Ireland trong khoảng thời gian ngắn ngủi.
Ngày 30 tháng 12 năm 1922, với sự thành lập Liên bang Xô viết, Nga đã trở thành một trong 15 nước cộng hòa trong Liên bang Cộng hòa Xã hội chủ nghĩa Xô viết. Tên Xô viết cuối cùng cho nước cộng hòa, Cộng hòa Xã hội chủ nghĩa Xô viết Liên bang Nga, được thông qua trong Hiến pháp Xô viết năm 1936. Vào thời điểm đó, nước Nga Xô viết đã đạt được gần như cùng biên giới của Sa quốc Nga cũ trước Đại chiến Bắc Âu năm 1700.
Đối với phần lớn sự tồn tại của Liên Xô, nó thường được gọi là "Nga", mặc dù về mặt kỹ thuật "Nga" chỉ là một nước cộng hòa trong liên minh lớn hơn — dù là lớn nhất, mạnh nhất và phát triển nhất.
Vào ngày 25 tháng 12 năm 1991, sau sự sụp đổ của Liên bang Xô viết (chính thức vào ngày 26 tháng 12), Nga Xô viết đã được đổi tên thành Liên bang Nga, mà nó vẫn còn cho đến ngày nay. Tên này và "Nga" được chỉ định là tên chính thức của nhà nước vào ngày 21 tháng 4 năm 1992, một sửa đổi hiến pháp hiện có và được giữ lại như trong Hiến pháp năm 1993 của Nga.

## Địa lý
Với diện tích khoảng 17.075.200 km (6.612.077 sq mi), Nga Xô Viết là lớn nhất trong số mười lăm nước cộng hòa của nó, với những nước cộng hòa láng giềng phía nam, Kazakhstan Xô viết, đứng thứ hai.
Biên giới quốc tế của Nga Xô viết cạnh với Ba Lan ở phía tây; Na Uy và Phần Lan về phía tây bắc; và phía đông nam của nó là Cộng hòa Dân chủ Nhân dân Triều Tiên, Cộng hòa Nhân dân Mông Cổ, và Cộng hòa Nhân dân Trung Hoa. Trong Liên bang Xô viết, Nga Xô viết giáp với Ukraina Xô viết, Belarus, Estonia, Latvia và Litva ở phía tây và Azerbaijan, Gruzia và Kazakhstan ở phía nam.
Khoảng 70% diện tích trong Nga Xô viết bao gồm các vùng đồng bằng rộng lớn, với vùng đài nguyên miền núi chủ yếu tập trung ở phía đông. Khu vực này giàu tài nguyên khoáng sản, bao gồm dầu mỏ, khí thiên nhiên và quặng sắt.

## Lịch sử

### Những năm đầu (1917–1920)
Nước Nga Xô viết thành lập vào ngày 7 tháng 11 năm 1917. Sau khi Cách mạng tháng Mười thắng lợi vào ngày 7 tháng 10 năm 1918, Hiến pháp năm 1918 được chấp thuận. Nó trở thành một phần của Liên bang Xô viết vào năm 1922, một hành động được chuẩn hóa bằng Hiến pháp Xô viết năm 1924. Đối với quốc tế, nó chỉ được duy nhất một quốc gia công nhận là Nhà nước tự do Ireland. Trong tiếng Việt, thuật ngữ Nga Bolshevik chủ yếu dùng cho giai đoạn 1917–1922. Trong các văn bản chính thức của Nga vào thời điểm đó có đề cập đến Cộng hòa Nga (Российская республика) và Cộng hòa Xô viết (Советская республика).
Quốc gia được Chủ tịch Đoàn chủ tịch Xô viết Tối cao Liên bang Nga điều hành, cơ quan tồn tại gần đây nhất. Thủ đô của nó là Moskva, cũng là thủ đô của Liên Xô.
Nikita Khrushchev đã chuyển Krym từ Liên bang Nga sang Cộng hòa Xã hội chủ nghĩa Xô viết Ukraina vào năm 1955.
Ngay sau khi Chính phủ lâm thời Nga cai trị Cộng hòa Nga bị lật đổ trong Cách mạng tháng Mười, các quốc gia mà nó chi phối, vốn không có tên chính thức, sẽ không được các nước láng giềng công nhận thêm năm tháng nữa.
Ngày 25 tháng 1 năm 1917, tại cuộc họp thứ ba của Đại hội Xô viết toàn Nga, các quốc gia không được công nhận đã được đổi tên thành Cộng hòa Liên bang Nga. Vào ngày 3 tháng 3 năm 1918, Hòa ước Brest-Litovsk đã được ký kết, trao tặng phần lớn đất đai của Đế quốc Nga cũ cho Đức, để đổi lấy hòa bình trong Chiến tranh thế giới thứ nhất. Ngày 10 tháng 7 năm 1918, Hiến pháp Nga năm 1918 đổi tên thành nước Cộng hòa Xã hội chủ nghĩa Xô viết Liên bang Nga. Năm 1918, trong Nội chiến Nga, một số quốc gia trong Đế quốc Nga cũ đã nới lỏng, làm giảm kích thước của đất nước nhiều hơn.
Nga Xô viết được công nhận là một quốc gia độc lập quốc tế chỉ bằng Estonia, Phần Lan, Latvia và Litva, trong Hòa ước Tartu vào năm 1920.
Cộng hòa Liên bang Nga được tuyên bố ngày 7 tháng 11 năm 1917 (Cách mạng tháng Mười) với tư cách là một quốc gia có chủ quyền và nhà nước xã hội chủ nghĩa lập hiến đầu tiên trên thế giới với tư tưởng về chủ nghĩa cộng sản. Hiến pháp đầu tiên được thông qua vào năm 1918.

### Thập niên 1920

Nga Xô viết năm 1922.

Nga Xô viết năm 1924.

Nga Xô viết năm 1929.

Vào ngày 30 tháng 12 năm 1922, Đại hội Xô viết đã thông qua Hiệp ước về việc thành lập Liên Xô, theo đó Nga đã kết hợp với các nước Cộng hòa Xã hội chủ nghĩa Xô viết Ukraina, Byelorussia, và Cộng hòa Xã hội chủ nghĩa Xô viết Liên bang Ngoại Kavkaz thành một đơn bang liên bang và thành Liên Xô. Hiệp ước sau này được đưa vào Hiến pháp Liên Xô năm 1924, được thông qua vào ngày 31 tháng 1 năm 1924 bởi Đại hội Xô viết Liên Xô lần thứ hai.
Đoạn 3 của Chương 1 của Hiến pháp RS20 1925 đã nêu như sau:
Theo ý chí của các dân tộc Cộng sản Xã hội chủ nghĩa Xô viết Liên bang Nga, người quyết định thành lập Liên minh các nước Cộng hòa Xã hội chủ nghĩa Xô viết trong Đại hội Xô viết toàn Nga lần thứ X, Cộng hòa Xã hội chủ nghĩa Xô viết Liên bang Nga, là một phần của Liên bang Cộng hòa xã hội chủ nghĩa Xô viết, chia rẽ với Liên minh các quyền hạn theo Điều 1 của Hiến pháp Liên bang Cộng hòa xã hội chủ nghĩa Xô viết được bao gồm trong phạm vi trách nhiệm của các cơ quan chính phủ Liên bang Cộng hòa xã hội chủ nghĩa Xô viết.

### Thập niên 1930

Nga Xô viết năm 1936.

Nhiều vùng ở Nga bị ảnh hưởng bởi nạn đói ở Liên Xô năm 1932–1933: Volga; vùng đất đen trung tâm; Bắc Kavkaz; Ural; tội phạm; một phần của Tây Siberia; và Kazakhstan tự trị Xô viết. Với việc thông qua Hiến pháp Xô viết năm 1936 ngày 5 tháng 12 năm 1936, quy mô của Nga Xô viết đã giảm đáng kể. Kazakh tự trị Xô viết và Kirghizstan tự trị Xô viết được chuyển đổi thành Cộng hòa Xã hội chủ nghĩa Xô viết Kazakhstan và Cộng hòa Xã hội chủ nghĩa Xô viết Kirghizia. Karakalpak tự trị Xô viết được chuyển sang thành Uzbekistan Xô viết.
Tên cuối cùng của nước cộng hòa trong thời kỳ Xô viết đã được Hiến pháp Nga thông qua năm 1937, đổi tên thành Cộng hòa Xã hội chủ nghĩa Xô viết Liên bang Nga.

### Thập niên 1940

Nga Xô viết năm 1940.

Năm 1943, Vùng tự trị Karachay bị giải thể bởi Joseph Stalin, khi người Karachay bị lưu đày tới Trung Á vì sự hợp tác bị cáo buộc của họ với người Đức và lãnh thổ được kết hợp với Gruzia Xô viết.
Vào ngày 3 tháng 3 năm 1944, theo lệnh của Stalin, Cộng hòa Xã hội chủ nghĩa Xô viết tự trị Chechnya-Ingush đã bị giải tán và dân chúng buộc phải trục xuất khi cáo buộc hợp tác với những kẻ xâm lược và ly khai. Lãnh thổ của tự trị của Liên bang Xô viết được phân chia giữa các đơn vị hành chính khác của Nga Xô viết và Gruzia Xô viết.
Ngày 11 tháng 10 năm 1944, Cộng hòa Nhân dân Tuva gia nhập Nga Xô viết là Khu tự trị Tuva, năm 1961 trở thành Cộng hòa Xã hội chủ nghĩa Xô viết tự trị.
Sau khi tái chiếm Estonia và Latvia vào năm 1944, Nga Xô viết sáp nhập lãnh thổ cực đông của họ xung quanh Ivangorod và trong các quận Pechorsky và Pytalovsky hiện đại vào giai đoạn 1944–1945.
Vào cuối chiến tranh thế giới thứ hai, Hồng quân Xô viết chiếm miền nam đảo Sakhalin và quần đảo Kuril, biến chúng trở thành một phần của Nga Xô viết. Tình trạng của miền Nam cực nam Kuril vẫn còn tranh chấp với Nhật Bản.
Ngày 17 tháng 4 năm 1946, tỉnh Kaliningrad – phần phía bắc của Đông Phổ bang cũ của Đức – đã bị Liên Xô sáp nhập và trở thành một phần của Liên bang Nga.

### Thập niên 1950
Sau cái chết của Joseph stalin, ngày 5 tháng 3 năm 1953, Georgy Malenkov trở thành lãnh tụ mới của Liên Xô.
Tháng 1 năm 1954, Malenkov chuyển Krym của Nga Xô viết sang Ukraina Xô viết.
Vào ngày 8 tháng 2 năm 1955, Malenkov chính thức bị giáng chức làm Phó Thủ tướng. Là Bí thư thứ nhất của Ủy ban Trung ương Đảng Cộng sản Liên Xô, quyền lực của Nikita Khrushchev đã được tăng cường đáng kể bởi sự xuống cấp của Malenkov.
Vào ngày 9 tháng 1 năm 1957, Vùng Tự trị Karachay và Cộng hòa Xô viết tự trị Chechnya-Ingush đã được Khrushchyov phục hồi và họ được chuyển từ Gruzia Xô viết trở lại Nga Xô viết.
Cộng hòa Xã hội chủ nghĩa Xô viết Karelia-Phần Lan được chuyển trở lại Nga Xô viết như cộng hòa tự trị Karelia năm 1956.

### Thập niên 1960–1980
Năm 1964, Nikita Khrushchev bị loại khỏi cương vị quyền lực và thay thế bằng Leonid Brezhnev. Dưới sự cai trị của mình, Nga Xô viết và phần còn lại của Liên Xô đã trải qua một thời kỳ trì trệ. Ngay cả sau khi ông qua đời vào năm 1982, thời đại đã không kết thúc cho đến khi Mikhail Gorbachev nắm quyền vào tháng 3 năm 1985 và giới thiệu các cải cách tự do trong xã hội Xô viết.

### Đầu thập niên 1990
Vào ngày 29 tháng 5 năm 1990, trong nỗ lực thứ ba của mình, Boris Yeltsin được bầu làm Chủ tịch Xô viết Tối cao Nga. Đại hội đại biểu nhân dân của nước Cộng hòa đã thông qua Tuyên bố của Nhà nước chủ quyền của Nga Xô viết vào ngày 12 tháng 6 năm 1990, đó là sự khởi đầu của "Chiến tranh pháp luật", rỗ Liên Xô chống lại Liên bang Nga và các nước cộng hòa thành phần khác.
Vào ngày 17 tháng 3 năm 1991, một cuộc trưng cầu dân ý toàn Nga đã tạo ra bài viết của Tổng thống Nga Xô viết. Ngày 12 tháng 6, Boris Yeltsin được bầu làm tổng thống Nga bằng cách bỏ phiếu phổ thông. Trong một cuộc đảo chính không thành công vào ngày 18-21 tháng 8 năm 1991 tại Moskva, thủ đô của Liên Xô và Nga, Tổng thống Nga Yeltsin đã ủng hộ mạnh mẽ tổng thống Liên Xô, Mikhail Gorbachev.
Sau thất bại của GKChP, với sự hiện diện của Gorbachev, ngày 23 tháng 8 năm 1991, Boris Yeltsin đã ký nghị định đình chỉ tất cả hoạt động của Đảng Cộng sản Nga Xô viết trên lãnh thổ Nga. Vào ngày 6 tháng 11, ông đã đi xa hơn, cấm Đảng Cộng sản Liên Xô và Nga Xô viết ra khỏi lãnh thổ của Nga Xô viết.
Vào ngày 8 tháng 12 năm 1991, tại Viskuli gần Brest (Belarus), tổng thống Nga Xô viết và những người đứng đầu Byelorussia Xô viết và Ukraina Xô viết đã ký "Thỏa thuận thành lập Liên bang các quốc gia độc lập" (được gọi là Hiệp ước Belovezh). Các tài liệu, bao gồm một lời mở đầu và mười bốn bài báo, nói rằng Liên Xô chấm dứt tồn tại như là một chủ đề của luật pháp quốc tế và thực tế địa chính trị. Tuy nhiên, dựa trên cộng đồng lịch sử của nhân dân, quan hệ giữa họ, với các hiệp ước song phương, mong muốn cho một quy tắc dân chủ của pháp luật, ý định phát triển quan hệ của họ dựa trên sự thừa nhận lẫn nhau và tôn trọng chủ quyền của nhà nước, các bên đồng ý với sự hình thành của Cộng đồng các quốc gia độc lập (CIS). Vào ngày 12 tháng 12, hiệp ước đã được Xô viết Tối cao Nga phê chuẩn với đa số áp đảo: 188 phiếu bầu, 6 phiếu chống đối, 7 phiếu không tham gia. Cùng ngày, Xô viết Tối cao Nga lên án Hiệp ước về việc thành lập Liên Xô và nhớ lại tất cả các đại biểu Nga từ Xô viết Tối cao Liên Xô. Tính hợp pháp của hành động này là chủ đề của các cuộc thảo luận bởi vì, theo Hiến pháp năm 1978 (Luật cơ bản) của Nga Xô viết, Xô viết Tối cao Nga không có quyền làm như vậy. Tuy nhiên, vào thời điểm này chính phủ Xô viết đã bị phản đối ít hoặc bất lực và không có vị trí nào để phản đối. Mặc dù đôi khi bầu cử ngày 12 tháng 12 đôi khi được xem là thời điểm mà Nga Xô viết rút khỏi Liên Xô sụp đổ, đây không phải là trường hợp. Có vẻ như Nga Xô viết đã lấy dòng mà không thể tách ra khỏi một thực thể không còn tồn tại nữa.
Vào ngày 24 tháng 12, Yeltsin thông báo cho Tổng thư ký Liên Hợp Quốc rằng theo thỏa thuận của các nước thành viên CIS sẽ đảm nhận tư cách thành viên Liên bang Xô viết trong tất cả các cơ quan Liên Hợp Quốc (bao gồm cả tư cách thành viên thường trực trong Hội đồng Bảo an Liên Hợp Quốc). Vì vậy, Nga được coi là một thành viên ban đầu của Liên Hiệp (kể từ ngày 24 tháng 10 năm 1945) cùng với Ukraina (Ukraina Xô viết) và Belarus (Byelorussia Xô viết). Vào ngày 25 tháng 12 – chỉ vài giờ sau khi Gorbachev từ chức tổng thống Liên Xô – Nga Xô viết được đổi tên thành Liên bang Nga, phản ánh rằng nó bây giờ là một quốc gia có chủ quyền với Yeltsin giả định tổng thống. Cùng đêm đó, Quốc kỳ Liên Xô được hạ xuống và thay thế bằng cờ ba màu. Liên Xô chính thức chấm dứt tồn tại vào ngày hôm sau. Sự thay đổi ban đầu được xuất bản vào ngày 6 tháng 1 năm 1992 (Rossiyskaya Gazeta). Theo luật, trong năm 1992, nó được phép sử dụng tên cũ của Nga Xô viết cho kinh doanh chính thức (hình thức, con dấu và tem).
Nga đã có một bước tiến đáng kể trong việc phát triển một nền kinh tế thị trường bằng cách cấy ghép các nguyên lý cơ bản như giá được xác định bởi thị trường. Hai mục tiêu cơ bản và phụ thuộc lẫn nhau – ổn định kinh tế vĩ mô và tái cơ cấu kinh tế – sự chuyển đổi từ quy hoạch trung tâm sang nền kinh tế thị trường. Chính phủ trước đây đã thực hiện các chính sách tài chính và tiền tệ để thúc đẩy tăng trưởng kinh tế trong môi trường có giá và tỷ giá hối đoái ổn định. Sau này yêu cầu thành lập các tổ chức thương mại và thể chế – ngân hàng, tài sản cá nhân và mã pháp lý thương mại — cho phép nền kinh tế hoạt động hiệu quả. Mở cửa thị trường nội địa sang ngoại thươngvà đầu tư, do đó liên kết nền kinh tế với phần còn lại của thế giới, là một trợ giúp quan trọng trong việc đạt được những mục tiêu này. Chế độ Gorbachev không giải quyết những mục tiêu cơ bản này. Vào thời điểm sụp đổ của Liên Xô, chính phủ Yeltsin của Cộng hòa Nga đã bắt đầu tấn công các vấn đề ổn định kinh tế vĩ mô và tái cơ cấu kinh tế. Đến giữa năm 1996, kết quả đã được trộn lẫn.
Cuộc đấu tranh cho trung tâm quyền lực ở Nga hậu Xô viết và bản chất của cải cách kinh tế lên đến đỉnh điểm trong một cuộc khủng hoảng chính trị và đổ máu vào mùa thu năm 1993. Yeltsin, người đại diện cho một quá trình tư nhân hóa triệt để, bị quốc hội phản đối. Đối đầu với sự phản đối quyền lực tổng thống của nghị định và đe dọa luận tội, ông "giải tán" quốc hội vào ngày 21 tháng 9, trái với hiến pháp hiện tại, và ra lệnh bầu cử mới và trưng cầu dân ý về hiến pháp mới. Quốc hội sau đó tuyên bố Yeltsin bị lật đổ và bổ nhiệm Aleksandr Rutskoy tạm thời làm tổng thống vào ngày 22 tháng 9. Căng thẳng được xây dựng một cách nhanh chóng, và các vấn đề đã đến đầu sau cuộc bạo loạn đường phố vào ngày 2-3 tháng Mười. Vào ngày 4 tháng 10, Yeltsin ra lệnh cho Lực lượng Đặc Biệt và các đơn vị quân đội ưu tú xông vào tòa nhà quốc hội, "Nhà Trắng" như được gọi. Với những chiếc xe tăng ném vào ngọn lửa nhỏ của những người bảo vệ nghị viện, kết quả không nghi ngờ gì. Aleksandr Rutskoy, Ruslan Khasbulatov, và những người ủng hộ nghị viện khác đầu hàng và ngay lập tức bị bắt và bỏ tù. Số lượng chính thức là 187 người chết, 437 người bị thương (có nhiều người bị giết và bị thương ở phe tổng thống).

## Chính phủ
Chính phủ được biết đến chính thức là Hội đồng Nhân dân (1917–1946), Hội đồng Bộ trưởng (1946–1978) và Hội đồng Bộ trưởng - Chính phủ (1978–1991). Chính phủ đầu tiên được lãnh đạo bởi Vladimir Lenin là "Chủ tịch Hội đồng Nhân dân Nga Xô viết" và người cuối cùng là Boris Yeltsin là người đứng đầu chính phủ và đứng đầu nhà nước dưới chức vụ "tổng thống".
Nga Xô viết đã bị Đảng Cộng sản Liên Xô kiểm soát, cho đến cuộc đảo chính tháng 8 năm 1991, khiến tổng thống Yeltsin đình chỉ Đảng Cộng sản Cộng hòa Xã hội chủ nghĩa Xô viết Liên bang Nga mới thành lập.

### Cộng hòa tự trị trong Nga Xô viết
- Cộng hòa Xã hội chủ nghĩa Xô viết tự trị Turkestan - Được thành lập vào ngày 30 tháng 4 năm 1918, trên lãnh thổ của cựu Chủ tịch Turkestan. Là một phần của chương trình phân định của Liên Xô và Trung Quốc, Tự trị Xô viết Turkestan cùng với Khorezm Xô viết và Bukhara Xô viết đã được giải tán vào ngày 27 tháng 10 năm 1924, và tại nơi họ đã đến Cộng hòa Xã hội chủ nghĩa Xô viết Turkmenia và Uzbekistan Xô viết. Sau này chứa Tajikistan tự trị Xô viết cho đến tháng 12 năm 1929 khi nó cũng trở thành một nước cộng hòa đầy đủ của Liên minh, Tajikistan Xô viết. Nga Xô viết đã giữ lại Kara-Kirghiz mới được thành lập và Kara-Kalpak tự trị. Sau này là một phần của Kirghizia, sau đó là Cộng hòa tự trị Kazakhstan cho đến năm 1930, khi nó trực tiếp trực thuộc Moskva.
- Bashkir tự trị Xô viết - Được thành lập vào ngày 23 tháng 3 năm 1919 từ một số quận phía bắc của tỉnh Orenburg do dân cư Bashkir. Vào ngày 11 tháng 10 năm 1990, nó tuyên bố chủ quyền của nó, như là Bashkir Xô viết, được đổi tên vào năm 1992 là Cộng hòa Bashkortostan.
- Tatar tự trị Xô viết - Được thành lập ngày 27 tháng 5 năm 1920 trên lãnh thổ của hai phần ba phía tây của Kazan dân cư của người Tatar. Ngày 30 tháng 10 năm 1990, tuyên bố chủ quyền là Cộng hòa Tatarstan và ngày 18 tháng 10 năm 1991, nó tuyên bố độc lập. Tòa án Hiến pháp Nga đã lật đổ tuyên bố ngày 13 tháng 3 năm 1992. Vào tháng 2 năm 1994, một thỏa thuận riêng đã được đưa ra với Moskva về tình trạng Tatarstan như một nhà nước liên kết ở Nga với tư cách liên bang.
- Kirghizstan tự trị Xô viết - Được thành lập vào ngày 26 tháng 8 năm 1920, từ các khu vực Ural, Turgay, Semipalatinsk và một phần của Transcaspia, Bukey Horde và Tỉnh Orenburg do Kirghizia-Kaysaks (tên cũ của người Kazakhstan). Tiếp tục mở rộng vào năm 1921 sau khi giành được đất đai từ Tỉnh Omsk và một lần nữa vào năm 1924 từ các bộ phận của Vùng lãnh thổ Jetysui và Syr Darya và Samarkand. Ngày 19 tháng 4 năm 1925 đổi tên thành ASSAM Kazak. (xem bên dưới)
- Miền núi tự trị Xô viết - Được hình thành vào ngày 20 tháng 1 năm 1921, sau khi Hồng quân Bolshevik đuổi khỏi Cộng hòa Miền núi ngắn sống ở phía Bắc Kavkaz. Ban đầu bao gồm một số huyện quốc gia; từng người một rời khỏi nước cộng hòa cho đến ngày 7 tháng 11 năm 1924, khi phần còn lại của nước cộng hòa được phân chia thành Vùng tự trị Ingush, vùng tự trị Bắc Ossetia và Huyện Sunzha Cossack (tất cả thuộc cấp vùng Bắc Kavkaz Krai).
- Dagestan tự trị Xô viết - Được thành lập vào ngày 20 tháng 1 năm 1921, từ cựu tỉnh Dagestan. Ngày 17 tháng 9 năm 1991, nó tuyên bố chủ quyền là Xô viết Dagestan.
- Krym tự trị Xô viết - Được thành lập vào ngày 18 tháng 10 năm 1921, trên lãnh thổ Bán đảo Krym, sau khi Hồng quân rút lui khỏi quân đội Pyotr Nikolayevich Vrangel, chấm dứt cuộc Nội chiến Nga ở châu Âu. Vào ngày 18 tháng 5 năm 1944, nó đã được giảm xuống trạng thái của tỉnh, cùng với việc trục xuất người Tatar Krym, như là hình phạt tập thể cho bị cáo buộc hợp tác với chế độ chiếm đóng của Đức Quốc xã trong tiểu vùng Taurida. Ngày 19 tháng 2 năm 1954, nó được chuyển sang Ukraina Xô viết. Được tái lập vào ngày 12 tháng 2 năm 1991, nó tuyên bố chủ quyền vào ngày 4 tháng 9 năm đó. Vào ngày 5 tháng 5 năm 1992, nó tuyên bố độc lập với tư cách Cộng hòa Krym, ngày 13 tháng 5; Verkhovna Rada của Ukraina đã lật đổ tuyên bố nhưng bị xâm nhập vào Cộng hòa Tự trị Krym ở Ukraina. Sau cuộc Cách mạng Ukraina năm 2014, một can thiệp quân sự của Nga và một cuộc trưng cầu dân ý tranh chấp, Krym đã bị Nga sáp nhập vào tháng 3 năm 2014.
- Yakut tự trị Xô viết - Được thành lập vào ngày 16 tháng 2 năm 1922 khi nâng cấp của Khu tự trị Yakut thành một Tự trị Xô viết. Ngày 27 tháng 9 năm 1990, nó tuyên bố chủ quyền là nước Cộng hòa Xã hội chủ nghĩa Yakut-Sakha. Từ ngày 21 tháng 12 năm 1991, nó được gọi là Cộng hòa Sakha (Yakutia).
- Buryat tự trị Xô viết - Được thành lập vào ngày 30 tháng 3 năm 1923 do việc sáp nhập Khu tự trị Mông Cổ-Buryat của Nga Xô viết và Khu tự trị Buryat-Mông Cổ của Cộng hòa Viễn Đông. Cho đến ngày 7 tháng 7 năm 1958 - Mông Cổ-Buryat Tự trị Xô viết. Ngày 27 tháng 3 năm 1991, nó trở thành Cộng hòa Buryatia.
- Karelia tự trị Xô viết - Được thành lập vào ngày 23 tháng 7 năm 1923 khi Đảng Lao động Xã hội Karelia được tích hợp vào cơ cấu hành chính của Nga Xô viết. Vào ngày 31 tháng 3 năm 1940, nó được nâng lên thành một nước cộng hòa đầy đủ của Liên minh với tư cách là Karelia-Phần Lan Xô viết. Vào ngày 16 tháng 7 năm 1956, nó đã bị hạ cấp về trạng thái của một cộng hòa tự trị Xô viết và được phân bổ lại thành Nga Xô viết. Nó tuyên bố chủ quyền vào ngày 13 tháng 10 năm 1991 là Cộng hòa Karelia.
- Volga-Đức tự trị Xô viết - Được thành lập vào ngày 19 tháng 12 năm 1924, khi cao trào của Khu tự trị Volga Đức thành một Tự trị Xô viết. Vào ngày 28 tháng 8 năm 1941, khi trục xuất người Đức ở Volga đến Trung Á, Tự trị Xô viết đã bị giải tán. Lãnh thổ được phân chia giữa Saratov và Stalingrad.
- Kazak tự trị Xô viết được thành lập vào ngày 19 tháng 4 năm 1925, khi Kirghizstan tự trị Xô viết đầu tiên được đổi tên và phân chia. Sau khi phê chuẩn hiến pháp mới của Liên Xô, Tự trị Xô viết đã được nâng lên thành Cộng hòa Liên bang đầy đủ vào ngày 3 tháng 12 năm 1936. Ngày 25 tháng 10 năm 1990, nó tuyên bố chủ quyền và ngày 16 tháng 12 năm 1991 độc lập của nó như Cộng hòa Kazakhstan.
- Chuvash tự trị Xô viết - Được thành lập vào ngày 21 tháng 4 năm 1925 khi nâng cấp Khu tự trị Chuvash thành một cộng hòa tự trị Xô viết. Nó tuyên bố chủ quyền vào ngày 26 tháng 10 năm 1990 là Chuvash Xô viết.
- Kirghizstan tự trị Xô viết được thành lập vào ngày 1 tháng 2 năm 1926 khi nâng cấp của Khu tự trị Kirghizia. Sau khi phê chuẩn hiến pháp mới của Liên Xô, Tự trị Xô viết đã được nâng lên thành Cộng hòa Liên bang đầy đủ vào ngày 3 tháng 12 năm 1936. Ngày 12 tháng 12 năm 1990, nó tuyên bố chủ quyền là Cộng hòa Kyrgyzstan và ngày 31 tháng 8 năm 1991 độc lập.
- Kara-Kalpak tự trị Xô viết - Được thành lập vào ngày 20 tháng 3 năm 1932 khi nâng cấp Vùng tự trị Kara-Kalpak vào Kara-Kalpak tự trị Xô viết; từ ngày 5 tháng 12 năm 1936, một phần của Uzbekistan Xô viết. Năm 1964, nó được đổi tên thành Cộng hòa tự trị Karakalpak. Nó tuyên bố chủ quyền vào ngày 14 tháng 12 năm 1990.
- Mordovia tự trị Xô viết - Được hình thành vào ngày 20 tháng 12 năm 1934 khi nâng cấp của Vùng tự trị Mordovia thành một Tự trị Xô viết. Nó tuyên bố chủ quyền vào ngày 13 tháng 12 năm 1990 là Mordovia Xô viết. Kể từ ngày 25 tháng 1 năm 1991, nó được gọi là Cộng hòa Mordovia.
- Udmurtia tự trị Xô viết được thành lập vào ngày 28 tháng 12 năm 1934 khi nâng cấp thành vùng tự trị Udmurtia thành một tự trị Xô viết. Nó tuyên bố chủ quyền vào ngày 20 tháng 9 năm 1990. Kể từ ngày 11 tháng 10 năm 1991, nó được gọi là Cộng hòa Udmurtia.
- Kalmyk tự trị Xô viết được thành lập vào ngày 20 tháng 10 năm 1935 khi nâng cấp của Khu tự trị Kalmyk thành một Tự trị Xô viết. Vào ngày 27 tháng 12 năm 1943, sau khi trục xuất người Kalmyk, Tự trị Xô viết đã được giải tán và chia cắt giữa tỉnh Astrakha mới thành lập và các bộ phận liền kề với Rostov Oblast, Krasnodar Krai và Stavropol Krai. Ngày 9 tháng 1 năm 1957, Khu tự trị Kalmyk được tái lập ở biên giới hiện tại, đầu tiên là một phần của Stavropol Krai và từ ngày 19 tháng 7 năm 1958 như một phần của Hiệp ước Kalmyk. Vào ngày 18 tháng 10 năm 1990, nó tuyên bố chủ quyền là Kalmyk Xô viết.
- Kabardino-Balkaria tự trị Xô viết - Được thành lập vào ngày 5 tháng 12 năm 1936, khi bão bỏ Khu tự trị Kabardino-Balkar từ Bắc Kavkaz Kray. Sau khi trục xuất người Balkar vào ngày 8 tháng 4 năm 1944, nước cộng hòa được đổi tên thành Kabardin tự trị Xô viết và một phần lãnh thổ của nó được chuyển giao cho Gruzia Xô viết, khi sự trở lại của người Balkar, Balkar Tự trị Xô viết được tái kích hoạt vào ngày 9 tháng 1 năm 1957. Vào ngày 31 tháng 1 năm 1991, nước cộng hòa tuyên bố chủ quyền là Kabardino-Balkaria Xô viết, và từ ngày 10 tháng 3 năm 1992 - Cộng hòa Kabardino-Balkaria.
- Bắc Ossetia tự trị Xô viết - Được hình thành vào ngày 5 tháng 12 năm 1936, khi sự tan rã của Bắc Kavkaz Kray, và khu tự trị Bắc Ossetia cấu thành của nó đã được nâng cấp lên thành cộng hòa tự trị Xô viết. Tuyên bố chủ quyền ngày 26 tháng 12 năm 1990 là Bắc Ossetia Xô viết.
- Chechnya-Ingush tự trị Xô viết - Được thành lập vào ngày 5 tháng 12 năm 1936, khi vùng Bắc Kavkaz Krai bị phá hủy và khu tự trị chechnya-Ingush cấu thành của nó đã được nâng lên thành một tự trị Xô viết và trực thuộc Moskva. Sau khi trục xuất người Chechnya và Ingush, vào ngày 7 tháng 3 năm 1944, Chechnya-Ingush tự trị Xô viết bị giải tán, và Grozny Okrug tạm thời được Stavropol Kray quản lý cho đến ngày 22 tháng 3, khi lãnh thổ được phân chia giữa Bắc Ossetia và Dagestan tự trị Xô viết, và Gruzia Xô viết. Phần đất còn lại được sáp nhập với quận Stavropol Krays Kizlyar và được tổ chức thành Grozny, tồn tại cho đến ngày 9 tháng 1 năm 1957 khi ChITự trị Xô viết được tái lập mặc dù chỉ có hình dạng ban đầu của biên giới phía nam đã được giữ lại. Tuyên bố chủ quyền ngày 27 tháng 11 năm 1990 là Cộng hòa chechnya-Ingush. Vào ngày 8 tháng 6 năm 1991, Quốc hội Chechnya lần thứ 2 tuyên bố một nước Cộng hòa chechnya (Noxchi-Cho), vào ngày 6 tháng 9, đã bắt đầu một cuộc đảo chính lật đổ chính quyền địa phương của Liên Xô. Trên thực tế, tất cả các quyền chuyển cho chính quyền tự xưng đó được đổi tên là Cộng hòa Chechnya Ichkeria vào đầu năm 1993. Để đáp lại, huyện Ingush Tây sau khi một cuộc trưng cầu trên 28 Tháng 11 1991, đã được tổ chức thành một nước Cộng hòa Ingushetia được chính thức thành lập vào ngày 4 tháng 6 năm 1992, theo nghị định của Tổng thống Nga là Ingushetiya. Cùng một nghị định de jure đã tạo ra Cộng hòa Chechnya, mặc dù nó sẽ được thành lập chỉ vào ngày 3 tháng 6 năm 1994 và thực hiện quản trị một phần trong Chiến tranh Chechnya lần thứ nhất. Hiệp ước Khasavyurt lần nữa sẽ đình chỉ việc chính phủ trên 15 tháng 11 năm 1996. Các mặt Cộng hòa Chechnya chính phủ đã được tái thành lập vào ngày 15 tháng 10 năm 1999.
- Komi tự trị Xô viết - Được thành lập vào ngày 5 tháng 12 năm 1936 sau khi nâng cấp vùng tự trị Komi (Zyryan) thành một Tự trị Xô viết. Tuyên bố chủ quyền ngày 23 tháng 11 năm 1990 là Komi Xô viết. Từ ngày 26 tháng 5 năm 1992 - Cộng hòa Komi.
- Mari tự trị Xô viết - Được thành lập vào ngày 5 tháng 12 năm 1936 khi nâng cấp của Khu tự trị Mari thành một Tự trị Xô viết. Tuyên bố chủ quyền ngày 22 tháng 12 năm 1990 là Cộng hòa xã hội chủ nghĩa Xô viết Mari (Mari El).
- Tuva tự trị Xô viết Mari tự trị Xô viết - Được thành lập vào ngày 10 tháng 10 năm 1961 khi Khu tự trị Tuva được nâng cấp thành Tuva tự trị Xô viết. Ngày 12 tháng 12 năm 1990 tuyên bố chủ quyền là Cộng hòa Liên Xô của Tuva.
- Gorno-Altai tự trị Xô viết được thành lập ngày 25 tháng 10 năm 1990, khi tỉnh tự trị Gorno-Altaysk tuyên bố chủ quyền; kể từ ngày 3 tháng 7 năm 1991, nó được gọi là Xô viết Gorno-Altai.
- Karachay-Cherkessia tự trị Xô viết được thành lập ngày 17 tháng 11 năm 1990, khi tỉnh tự trị Karachay-Cherkess được nâng lên thành một Tự trị Xô viết và, thay vì Stavropol Krai, trực thuộc trực tiếp với Nga Xô viết. Nó tuyên bố chủ quyền vào ngày 3 tháng 7 năm 1991 với tên gọi Karachay-Cherkessia Xô viết.

## Kinh tế
Nền kinh tế Nga trở nên công nghiệp hóa nặng nề, chiếm khoảng hai phần ba lượng điện sản xuất tại Liên Xô. Đó là, vào năm 1961, nhà sản xuất dầu mỏ lớn thứ ba do những phát hiện mới trong khu vực Volga-Ural và Siberia, chỉ sau Hoa Kỳ và Ả Rập Xê Út. Năm 1974, có 475 viện giáo dục đại học ở nước cộng hòa cung cấp giáo dục bằng 47 thứ tiếng cho khoảng 23.941.000 sinh viên. Một mạng lưới các dịch vụ y tế công cộng được tổ chức theo lãnh thổ cung cấp dịch vụ chăm sóc sức khỏe. Sau năm 1985, chính sách tái cơ cấu của Gorbachev quản lý tương đối tự do hóa nền kinh tế, vốn đã trở nên trì trệ kể từ cuối những năm 1970, với sự ra đời của các doanh nghiệp ngoài quốc doanh như hợp tác xã.

## Văn hóa

### Ngày lễ và biểu tượng quốc gia
Các ngày lễ của Nga Xô viết bao gồm Ngày kỷ niệm người bảo vệ quê cha đất tổ (23 tháng 2), tôn vinh những người đàn ông Nga, đặc biệt là những người phục vụ trong quân đội; ngày Quốc tế Phụ nữ (8 tháng 3), kết hợp các truyền thống là ngày của Mẹ và ngày Valentine; ngày Quốc tế Lao động (1 tháng 5); ngày Chiến thắng; và giống như tất cả các nước cộng hòa Liên Xô khác, Cuộc cách mạng xã hội chủ nghĩa tháng mười Đại (7 tháng 11).
Ngày Chiến thắng là ngày lễ phổ biến thứ hai ở Nga; nó kỷ niệm chiến thắng trước chủ nghĩa phát xít trong cuộc chiến tranh yêu nước vĩ đại. Một cuộc diễu hành quân sự khổng lồ, do Tổng thống Nga tổ chức, được tổ chức hàng năm tại Moskva trên Quảng trường Đỏ. Các cuộc diễu hành tương tự diễn ra tại tất cả các thành phố và thành phố lớn của Nga với thành phố Anh hùng trạng thái hoặc Thành phố quân sự vinh quang.

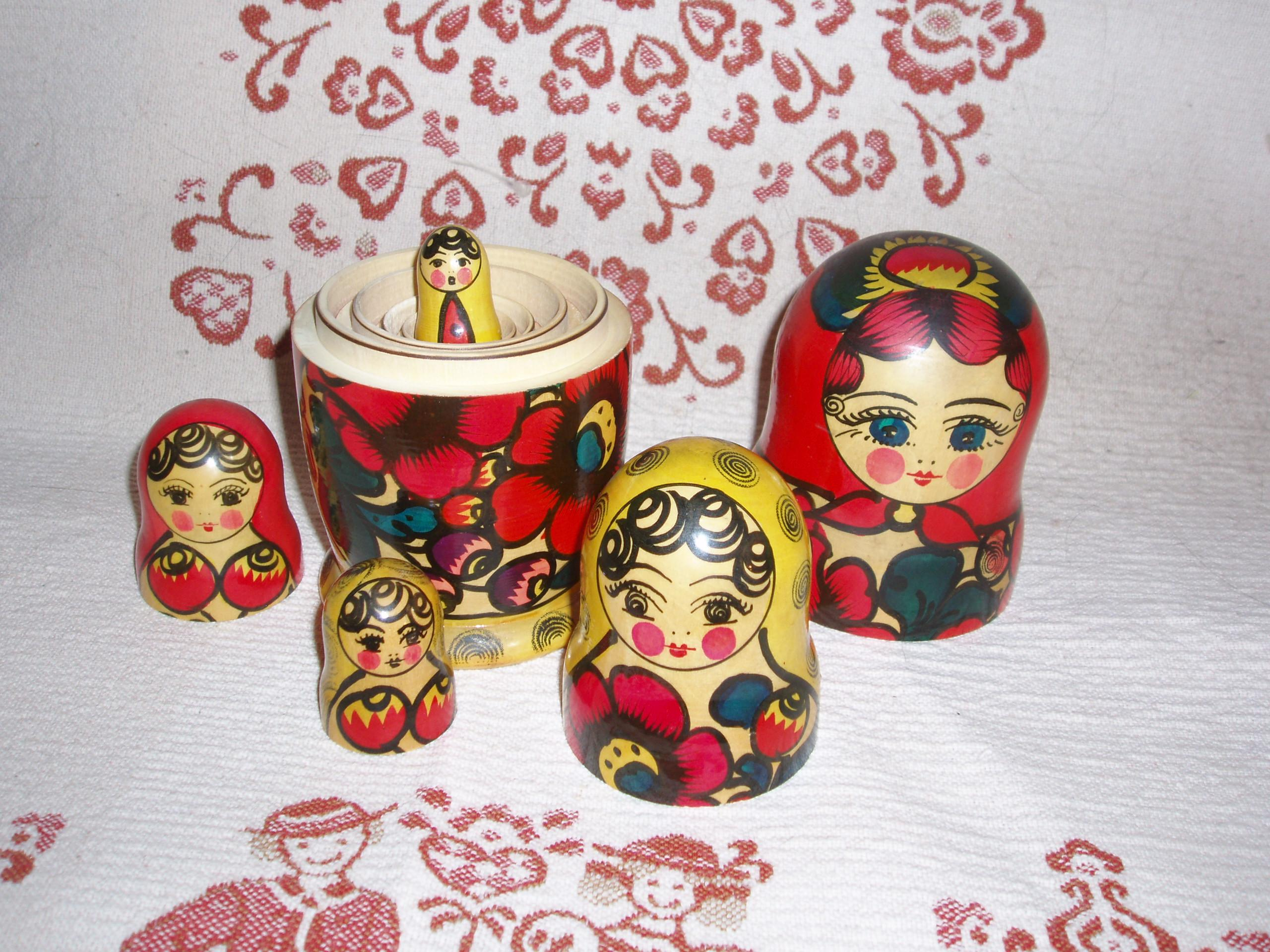
Búp bê Matryoshka tách rời

Trong suốt thời gian tồn tại 76 năm, bài quốc ca Nga Xô viết là Patrioticheskaya Pesnya ("Bài ca yêu nước"), nhưng trước năm 1990, bài hát trước đó đã chia sẻ âm nhạc của mình với Quốc ca Liên bang Xô viết, mặc dù không phải lời bài hát và Quốc tế ca là bài quốc ca trước năm 1944. Khẩu hiệu "Vô sản toàn thế giới, đoàn kết lại!" thường được sử dụng và chia sẻ với các nước cộng hòa của Liên Xô khác. Cây búa và liềm và toàn bộ vũ khí của Liên Xô vẫn được nhìn thấy rộng rãi ở các thành phố của Nga như là một phần của đồ trang trí kiến trúc cũ cho đến khi loại bỏ dần dần vào năm 1991. Các ngôi sao đỏ của Liên Xô cũng gặp phải, thường là trên các thiết bị quân sự và đài tưởng niệm chiến tranh. Huân chương cờ đỏ tiếp tục được vinh danh, đặc biệt là Biểu ngữ chiến thắng năm 1945.
Búp bê Matryoshka là một biểu tượng dễ nhận biết của Nga Xô viết (và toàn bộ Liên Xô), và các tháp của Kremlin Moskva và Nhà thờ chính tòa Thánh Vasily ở Moskva là các biểu tượng kiến trúc chính của Nga Xô viết. Hoa cúc là hoa quốc gia, trong khi bạch dương là cây quốc gia. Các chú gấu Nga là một biểu tượng động vật và một thân quốc gia của Nga. Mặc dù hình ảnh này có nguồn gốc phương Tây, nhưng chính người Nga đã chấp nhận nó. Mẹ của nước Nga là mẹ Nga.

## Nước Nga hậu Xô viết
Nước Nga Xô viết kết thúc vai trò là một phần của Liên Xô vào 12 tháng 12 năm 1991, mười bốn ngày trước khi Liên Xô giải tán. Nó được đổi tên thành Liên bang Nga dưới sự lãnh đạo của Tổng thống khi đó là Boris Yeltsin, trong Cộng đồng các Quốc gia Độc lập (SNG) cho đến năm 1993.
Nước Nga Xô viết và sau đó là Liên bang Nga được công nhận rộng rãi là quốc gia kế thừa Liên Xô trong các quan hệ ngoại giao và nó đã được giữ quyền thành viên vĩnh viễn của Liên Xô và quyền phủ quyết của Hội đồng Bảo an Liên Hợp Quốc.

## Quốc kỳ

### Lịch sử Quốc kỳ
Quốc kỳ Nga Xô viết đã thay đổi nhiều lần, với bản gốc là một màu đỏ với tên tiếng Nga của nước cộng hòa được viết trên trung tâm của lá cờ màu trắng. Lá cờ này đã luôn luôn được dự định là tạm thời, vì nó đã được thay đổi chưa đầy một năm sau khi được thông qua. Lá cờ thứ hai có các chữ cái "РСФСР" (Nga Xô viết) viết bằng màu vàng trong bang, và được bọc trong hai đường màu vàng tạo thành một góc vuông. Lá cờ tiếp theo được sử dụng từ năm 1937, đặc biệt là trong chiến tranh thế giới thứ hai. Nó được sử dụng cho đến khi Joseph Stalin qua đời. Sự thay đổi này kết hợp một bản cập nhật cho tất cả các lá cờ của các nước cộng hòa của Liên bang Xô viết, cũng như cho lá cờ của Liên Xô. Bây giờ, lá cờ của Nga Xô viết là một phiên bản bị xáo trộn của lá cờ Liên Xô, với sự khác biệt chính là việc tái định vị cây búa và liềm nhỏ, và đáng chú ý nhất là thêm một sọc thẳng đứng màu xanh vào tời. Phiên bản cờ này được sử dụng từ năm 1954 đến năm 1991, nơi nó được thay đổi do sự sụp đổ của Liên Xô. Lá cờ đã được hoàn nguyên một chút trở lại với bộ trưởng dân sự hoàng gia ban đầu của Nga, với một sự khác biệt đáng chú ý là tỷ lệ. Sau năm 1993 khi Nga Xô viết được chính thức giải thể vào Liên bang Nga, lá cờ cuối cùng của Liên Xô được sử dụng với tỷ lệ 2:3 ban đầu.

Quốc kỳ Cộng hòa Xã hội chủ nghĩa Xô viết Liên bang Nga (1917–1918)
Quốc kỳ Cộng hòa Xã hội chủ nghĩa Xô viết Liên bang Nga (1918–1925)
Quốc kỳ Cộng hòa Xã hội chủ nghĩa Xô viết Liên bang Nga (1925–1937)
Quốc kỳ Cộng hòa Xã hội chủ nghĩa Xô viết Liên bang Nga (1937–1954)
Quốc kỳ Cộng hòa Xã hội chủ nghĩa Xô viết Liên bang Nga (1954–1991), được biết có 1 số tài liệu mô tả là phần màu xanh dương đó là xanh đậm, nhưng không thể biết chính xác là nó đúng không
Quốc kỳ Cộng hòa Xã hội chủ nghĩa Xô viết Liên bang Nga (1991–1993)[14][15] đây đồng thời là quốc kỳ Liên bang Nga từ sau khi Liên Xô tab rã cho đến cuối những năm 90s của thế kỉ 20

## Quốc huy

Quốc huy Cộng hòa Xã hội chủ nghĩa Xô viết Liên bang Nga (1918–1920)
Quốc huy Cộng hòa Xã hội chủ nghĩa Xô viết Liên bang Nga (1920–1956)
Quốc huy Cộng hòa Xã hội chủ nghĩa Xô viết Liên bang Nga (1956–1978)
Quốc huy Cộng hòa Xã hội chủ nghĩa Xô viết Liên bang Nga (1978–1991)